# Šinkovica Šaška
Šinkovica Šaška is een plaats in de gemeente Bednja in de Kroatische provincie Varaždin. De plaats telt 145 inwoners (2001).